# Aít Lien
Aít Lien (en árabe: عليين‎, en lenguas bereberes: ⵄⴰⵍⵢⵉⵏ, en francés: Allyene) es una comuna marroquí de la prefectura de Rincón-Castillejos, en la región Tánger-Tetuán-Alhucemas. Está situada en la costa mediterránea, entre el municipio de Castillejos, al norte, que la separa de Ceuta, y el municipio de Rincón del Medik, al sur. Al este está bañada por el mar. Al oeste limita con la provincia de Fahs-Anyera y al suroeste con la prefectura de Tetuán. Tiene 6126 habitantes según el censo de 2004.